# Bernhard Stephan
Bernhard Stephan (* 24. Januar 1943 in Potsdam) ist ein deutscher Regisseur und Drehbuchautor. Sehenswert für das gesamtdeutsche Publikum waren seine sensiblen Arbeiten über den Alltag in der DDR.

## Leben
Nach dem Abitur studierte er zwei Semester Medizin, begann dann aber bei der DEFA zu arbeiten. Unter anderem in dem Film Julia lebt (1963) von Frank Vogel war er Regieassistent. Von 1963 bis 1968 studierte er in Moskau am Allunionsinstitut für Kinematographie (WGIK). Nach einigen Arbeiten beim Fernsehen der DDR gab er sein Kino-Spielfilmdebüt mit Für die Liebe noch zu mager? (1974) bei der DEFA.
Teilnahme im Wettbewerb der Filmfestspiele von Karlovy Vary, Karthago, Kairo und Berlin (Berlinale).
Nach der Wiedervereinigung konnte er sich mit dem prominent besetzten ZDF-Film Tandem (1991) als Fernsehregisseur etablieren.

## Filmografie
- 1971: Täter unbekannt (TV-Serie)
- 1972: Polizeiruf 110: Blutgruppe AB (TV-Reihe)
- 1974: Für die Liebe noch zu mager?
- 1975: Aus meiner Kindheit
- 1976: Unser stiller Mann
- 1977: Jörg Ratgeb, Maler
- 1978: Schatzsucher
- 1979: Sonjas Rapport
- 1986: Fahrschule
- 1988: Mit Leib und Seele
- 1990: Rückkehr aus der Wüste
- 1992: Tandem (Fernsehfilm)
- 1993: Der Fahnder (TV-Serie)
- 1993: Salto Postale (Folgen 1 – 6 TV-Serie)
- 1993–1995: Ein Fall für zwei (6 Folgen TV-Reihe)
- 1993–1995: Die Drei (Pilotfilm und div. Folgen TV-Serie)
- 1998–2003: Der letzte Zeuge (TV-Reihe)
- 1994–1995: A.S. (div. Folgen TV-Serie)
- 1995: Bei Aufschlag Mord (Fernsehfilm)
- 1995: Agentenfieber (Fernsehfilm)
- 1996: Die Unzertrennlichen (Pilotfilm zur TV-Serie)
- 1996: Verdammtes Glück (Fernsehfilm)
- 1996: Doppelgänger (Fernsehfilm)
- 1997: Wolffs Revier (5 Folgen TV-Serie)
- 1998: Ärzte: Hoffnung für Julia (Fernsehfilm)
- 1998: In aller Freundschaft (Folgen 1 – 6 TV-Serie)
- 1998: Ein Mann für gewisse Sekunden (Fernsehfilm)
- 1999–2001: Klinikum Berlin Mitte – Leben in Bereitschaft (14 Folgen TV-Serie)
- 1999: Auf eigene Gefahr (5 Folgen TV-Serie)
- 1999–2001: Die Cleveren (8 Folgen TV-Serie)
- 2003: Edel und Starck (3 Folgen TV-Serie)
- 2003: Nicht ohne meinen Anwalt (TV-Serie)
- 2003: Unter weißen Segeln (TV-Reihe Folge 1 und Folge 2)
- 2005: Stubbe – Von Fall zu Fall (Fernsehfilm)
- 2006: Notruf Hafenkante (Folgen 1und 2 TV-Serie)
- 1997–2007: Der letzte Zeuge (67 Folgen TV-Serie)
- 2008: Meine wunderbare Familie (TV-Zweiteiler)
- 2009: Der Dicke (3 Folgen TV-Serie)
- 2011: Flemming (8 Folgen TV-Serie)

## Auszeichnungen
- Für die Serie Der letzte Zeuge: Telestar, Deutscher Fernsehpreis, Bayerischer Fernsehpreis für Hauptdarsteller Ulrich Mühe und Autor Gregor Edelmann; Grimme-Preisnominierung als beste Serie.